# Porepunkah
Porepunkah är en ort i Australien. Den ligger i kommunen Alpine och delstaten Victoria, omkring 210 kilometer nordost om delstatshuvudstaden Melbourne. Antalet invånare är 589.
Runt Porepunkah är det mycket glesbefolkat, med 4 invånare per kvadratkilometer.. Närmaste större samhälle är Bright, nära Porepunkah. 
I omgivningarna runt Porepunkah växer i huvudsak städsegrön lövskog. Genomsnittlig årsnederbörd är 1 334 millimeter. Den regnigaste månaden är juli, med i genomsnitt 152 mm nederbörd, och den torraste är januari, med 60 mm nederbörd.